# Nago-ji

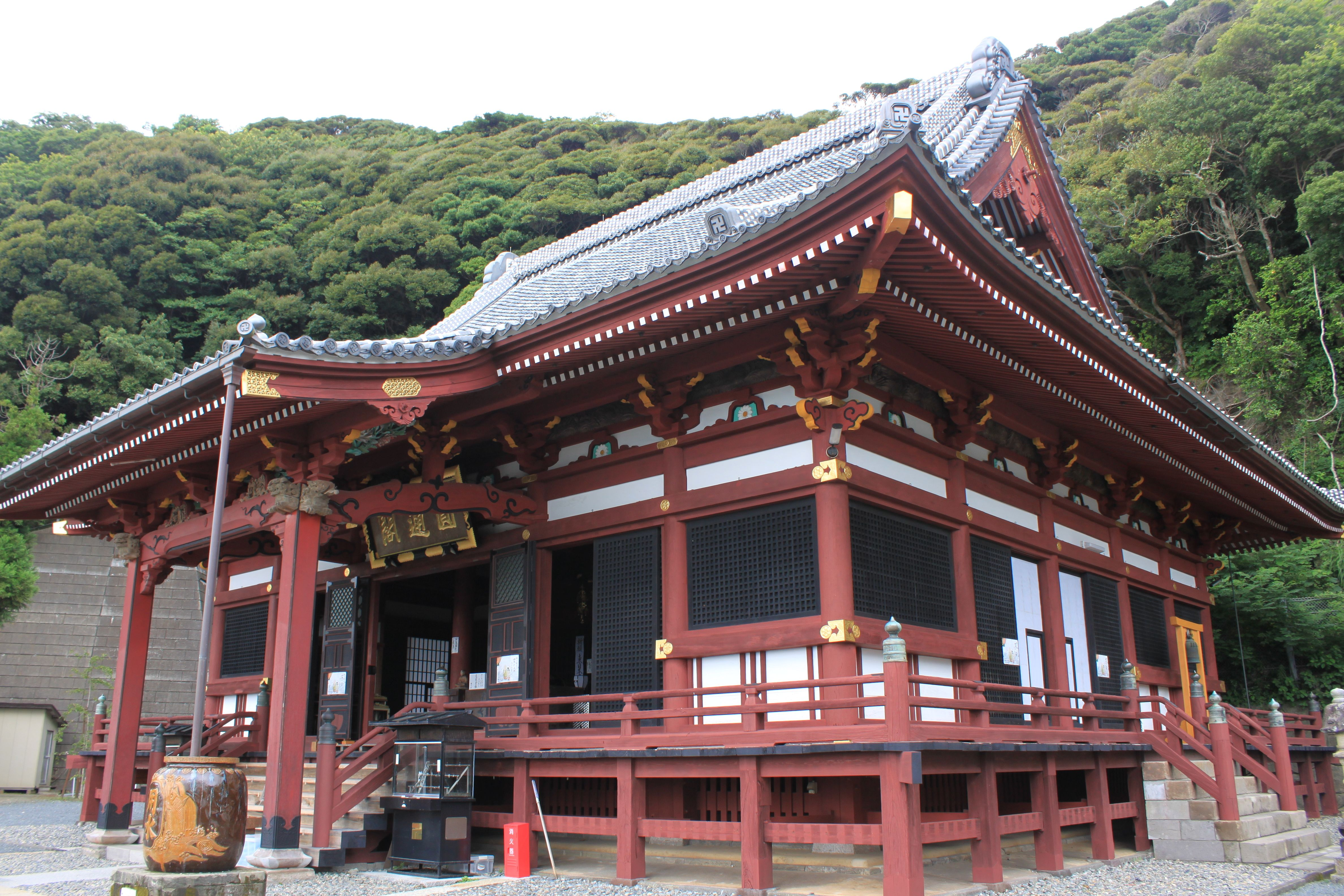
Haupthalle

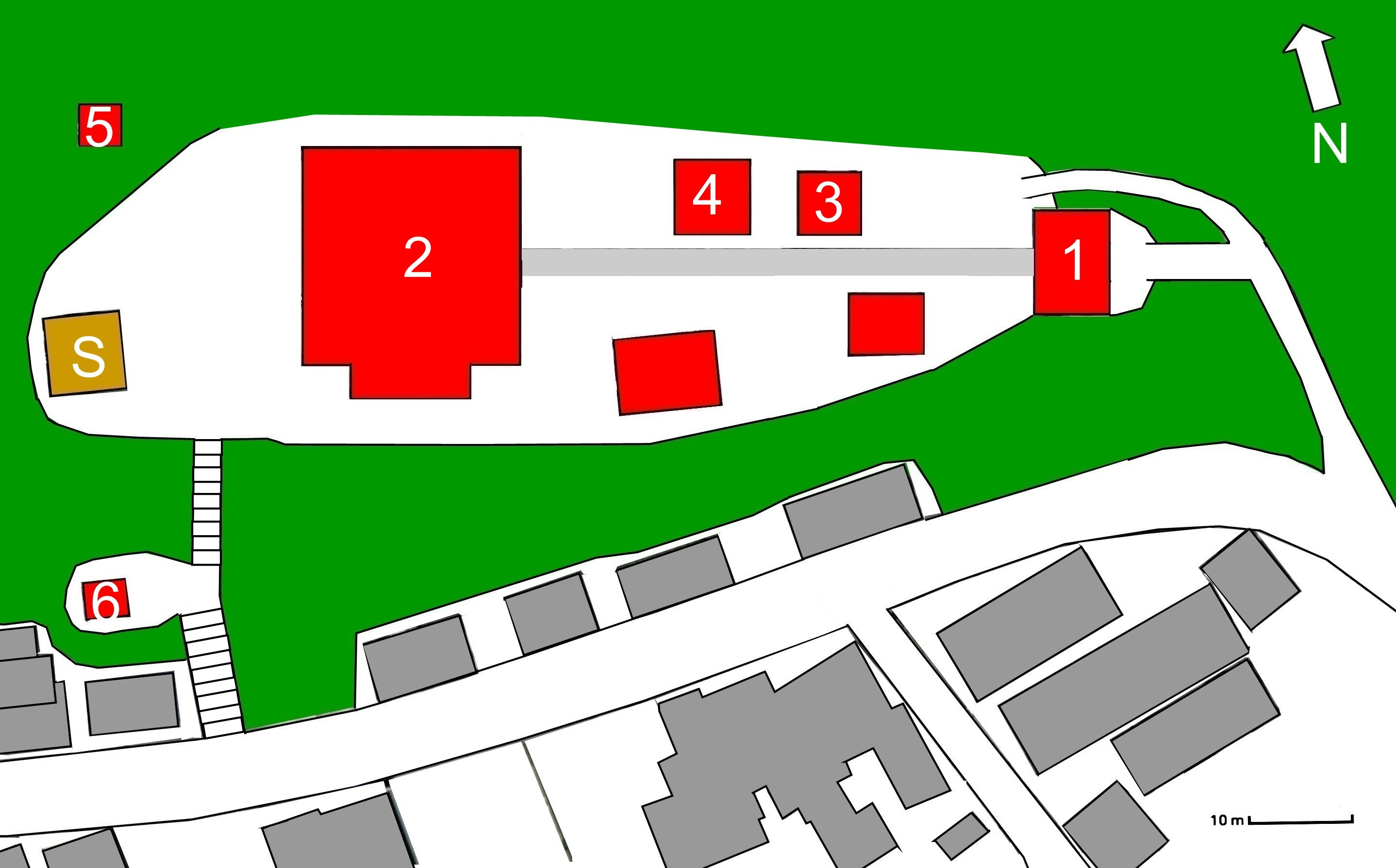
Plan des Tempels (s. Text)

Der Nago-ji (japanisch 那古寺) mit dem Bergnamen Fudaraku-san (補陀洛山) ist ein Tempel der Shingon-Richtung des Buddhismus in Tateyama (Präfektur Chiba), Japan. In der traditionellen Zählung ist er der 33. der 33 Tempel der Kantō-Region beziehungsweise der 1. der 34 Tempel der Provinz Awa.

## Geschichte
Der Tempel wurde der Überlieferung nach während der Yōrō-Ära (717–724) von Priester Gyōki angelegt. Im Jahr 1703 gingen durch ein Erdbeben alle Gebäude des Tempels verloren. Die Haupthalle, auch „Kannon-Halle“ genannt, wurde 1758 wieder aufgebaut. Die anderen Gebäude folgten dann etwas später.

## Anlage
Man betritt die Tempelanlage am Fuße der Anhöhe durch das Tempeltor, das hier als Niō-Tor (仁王門 Niō-mon; 1 im Plan), also als Tor mit den beiden Tempelwächtern (Niō) rechts und links vom Durchgang ausgeführt ist. Voraus sieht man die Haupthalle (本堂 Hondō, 2), und zwar die linke Seite, mit einer Treppe zur umlaufenden Galerie. Auf dem Wege dorthin passiert man auf der rechten Seite die „Amida-Halle“ (阿弥陀堂 Amida-dō; 3) und die Schatzpagode (多宝塔 Tahōtō; 4) des Tempels. Aus der Signatur am Hauptpfeiler weiß man, dass diese Pagode aus dem Jahr 1761 stammt, dass ein Iseya Jin’emon (伊勢屋 甚右衛門) Hauptsponsor war und dass Schreiner aus der Gegend sie erbauten. Die Haupthalle und die Schatzpagode sind als Kulturgut der Präfektur registriert.
In der nahen Umgebung des Tempels steht die „Daikoku-Halle“ (大黒堂 Daikoku-dō; 5) und die Benzaiten (弁財天; 6): Daikoku und Benzaiten sind zwei der Sieben Glücksgötter, die auch im Shintō-Glauben verehrt werden. Schließlich befindet sich noch der Hiei-Schrein (日枝神社 Hiei-jinja; S) auf dem Gelände.

## Schätze des Tempels
Die „1000-armige Kannon“ (銅造千手観音立像 Dozō senju Kannon ritsuzō) aus Kupfer ist als Wichtiges Kulturgut Japans registriert. Die Kannon ist 1,05 m hoch, die Arme wurden getrennt vom Körper hergestellt und anmontiert. An der Stelle, an der die Teile zusammengefügt sind, sind die Zeichen 平胤時 zu lesen. Damit dürfte der Enkel des Chiba Tsunetane (千葉 常胤; 1118–1201) gemeint sein, womit die Figur auf die Kamakura-Zeit zu datieren ist.
Unter den Schätzen befinden sich Kopien der Kanseon-Sutra (観世音経), der Kujakuōju-Sutra (孔雀王呪経), eine chinesische Hängerolle aus Seide aus dem Jahr 1361 mit einem illustrierten Sutren-Text (繡字法華経普門品 Jūji Hokekyō fumonbon) und eine sitzende Amida-Skulptur (木造阿弥陀如来座像 Mokuzō Amida-nyorai zazō) aus dem Beginn der Kamakura-Zeit. Sie alle sind als Kulturgut der Präfektur registriert, sind aber nicht öffentlich zugänglich.

## Bilder

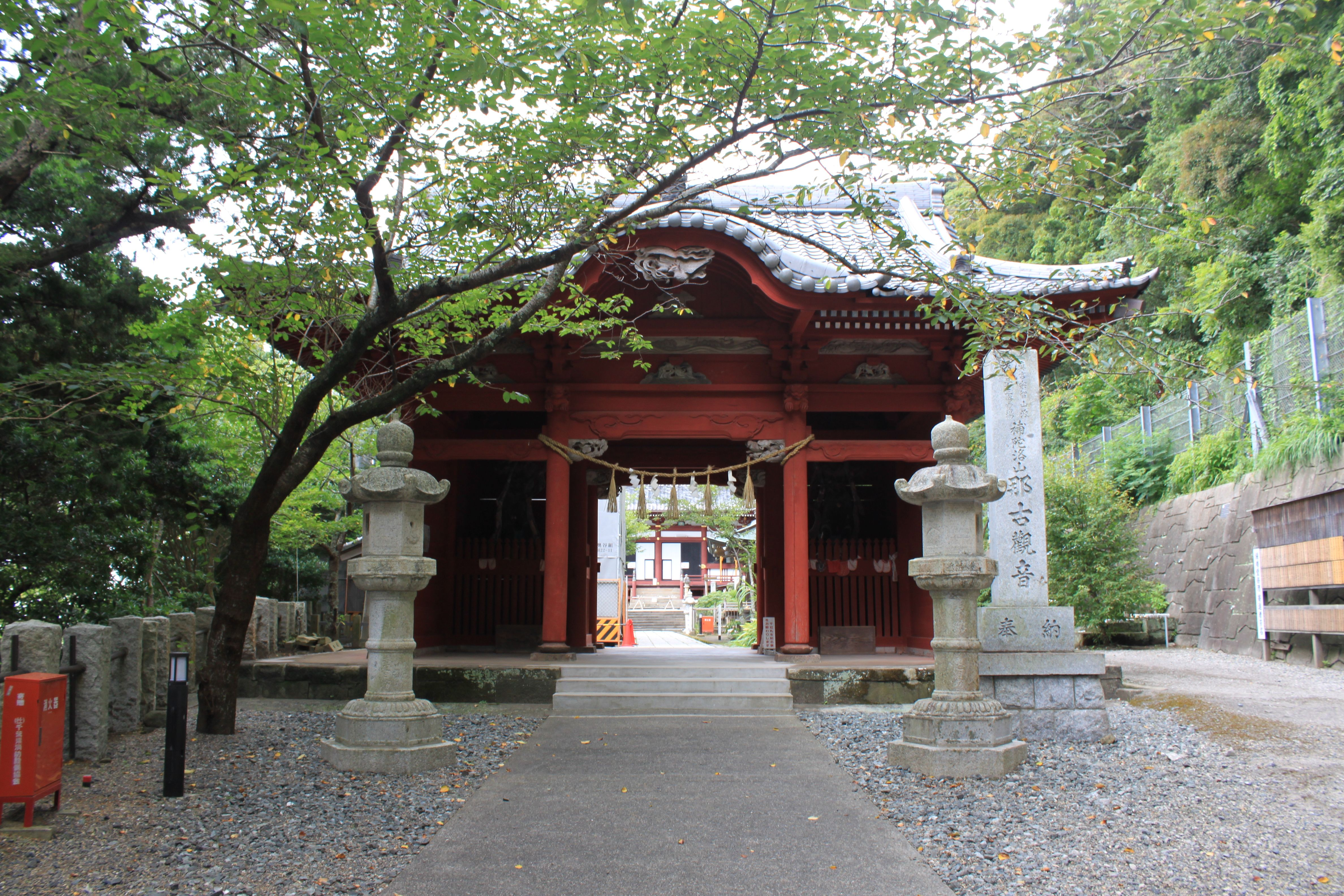
Niō-Tor
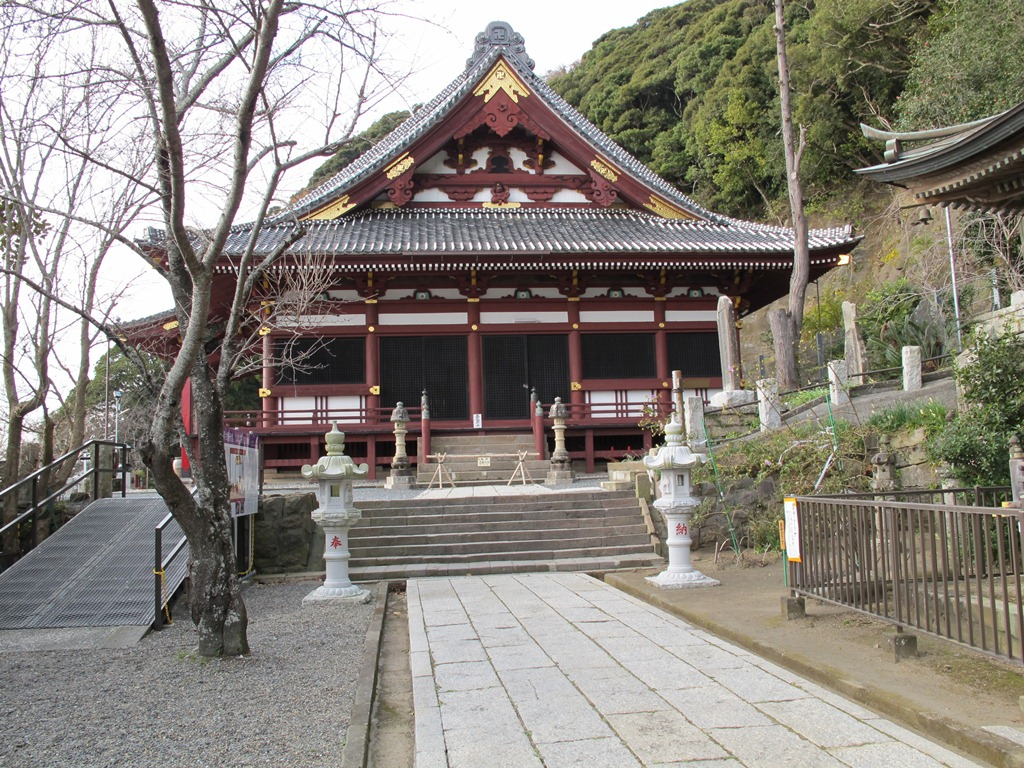
Haupthalle von der Seite
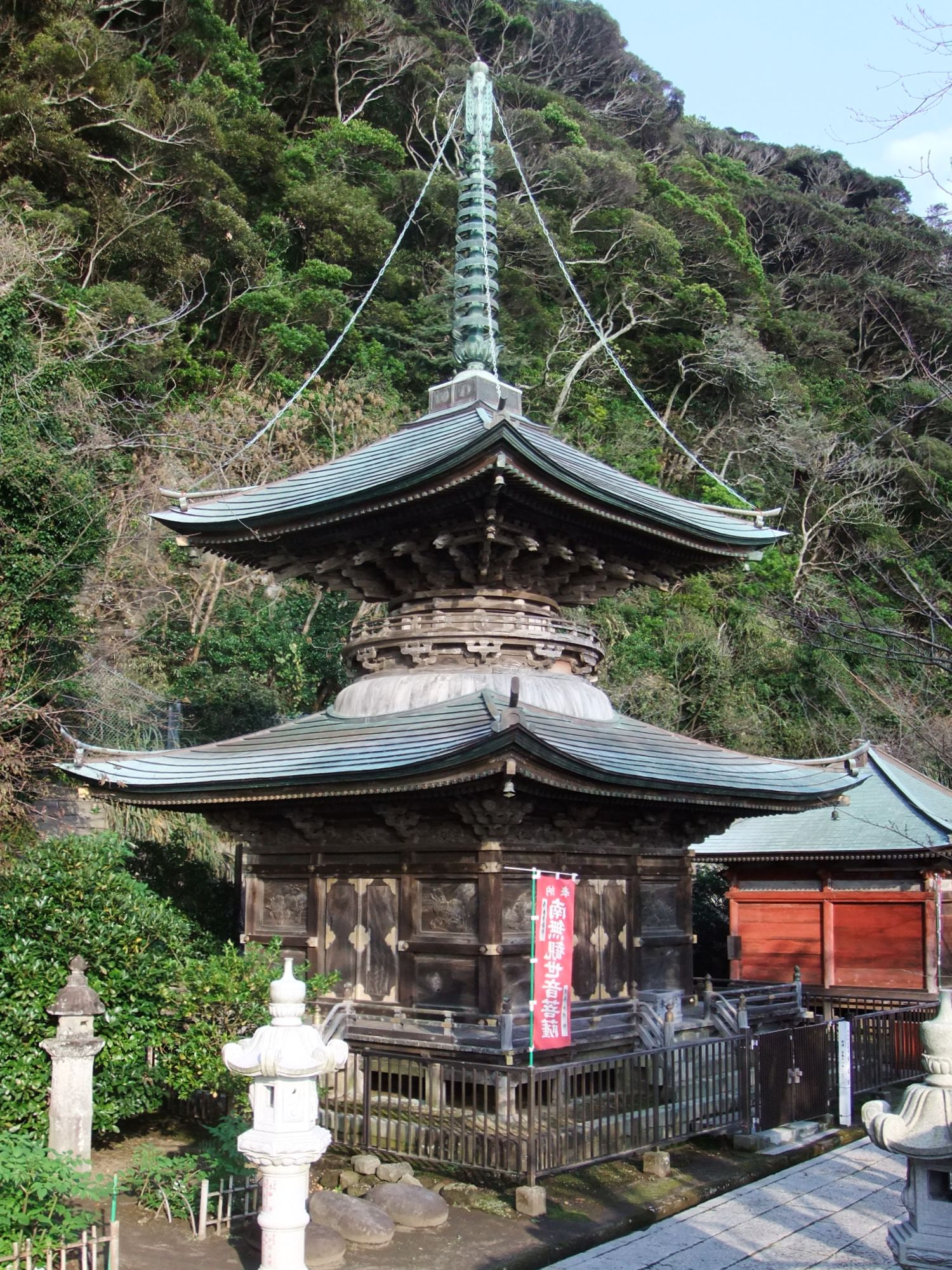
Tahōtō